# 國際鐘錶博物館
國際鐘錶博物館（法語：Musée international d'horlogerie）是位於瑞士城市拉紹德封的一座以鐘錶為展示主題的博物館。

## 历史
博物館成立於1902年，由拉紹德封市政府運營。拉紹德封是瑞士鐘錶業中心。

## 外部連結
- Musée International d'Horlogerie
- Facebook page of the Musée International d'Horlogerie （页面存档备份，存于）

47°06′03″N 6°49′48″E / 47.1008°N 6.8301°E